# 皮皮岛 (加拿大)
47°11′29″N 52°50′14″W / 47.19139°N 52.83722°W
皮皮岛（英語：Pee Pee Island），是一座位于加拿大远东纽芬兰和拉布拉多省的島嶼。 它是威特莱斯湾生态保护区四个岛屿中最小的一个。
在1983年，皮皮岛被纳入保护区，保護區為多达1300对大西洋海鹦提供了繁殖地，是北美最大的大西洋海鹦栖息地的一部分。 成立后不久，该岛的名称从“卵石岛”更改为现在的名称。该岛由层层叠叠的深灰色砂岩和页岩构成。 它距最近的大陆仅250米，从對岸紐芬蘭島的圣米歇尔村和东海岸步道可以此觀賞皮皮島。一年中最冷的月份是二月，可達到攝氏零下負6度；而一年中最热的月份是八月，可達到摄氏14度。 年平均降雨量为1,517毫米，最潮湿的月份是1月，降水量平均為185毫米 。最干燥的月份是7月，降水量為71毫米。 